# 陰莖異常勃起
陰莖異常勃起（priapism）是一種不正常陰莖勃起狀態，在這種狀態下陰莖雖然沒有受到與性慾相關的刺激，卻無法自然恢復疲軟狀態。一般與性慾無關的勃起持續四小時即算是異常勃起，這個時間標準得到醫學家的認可，較少以六個小時為標準的劃分方法。一般可分為低流血量和高流血量性陰莖異常勃起這兩種，成因分別是靜脈阻塞和動脈血注入，而80%到90%的病例都屬於前一種。

## 病因
其病因至今尚未明晰，但可以肯定的是，它至少與神經與血管相關，例如鐮刀型紅血球疾病就被認為是病因之一。此外陰莖異常勃起還可能與葡萄糖-6-磷酸脫氫酶缺乏症有關，後者將導致煙醯胺腺嘌呤二核苷酸磷酸缺乏，繼而形成一氧化氮，而一氧化氮被認為可能是陰莖異常勃起的成因之一。而腺苷水平提高會導致血管擴張，繼而誘發陰莖異常勃起。
針對鐮刀型紅血球疾病引起的陰莖異常勃起，高壓氧療法在一些患者身上取得過成效。一些狂犬病患者也曾出現陰莖異常勃起的症狀。最常見的導致此病的藥物是用於海綿竇內注射的藥物，如罌粟鹼和前列地爾。有記錄的可誘發陰莖異常勃起的藥物還有降壓藥、安定藥、抗抑鬱劑（曲唑酮）、抗驚厥劑、心境穩定劑、抗凝血劑和娛樂毒品（酒精、海洛因和可卡因）。斑蝥等一些昆蟲的咬傷也可能會造成陰莖異常勃起。PDE-5抑製劑是現在常用的陰莖異常勃起預防藥。

## 擴展閱讀
- Beers MH, Berkow R (Eds.) (1999). The Merck Manual of Diagnosis and Therapy (17 ed.). Whitehouse Station: Merck Research Laboratories. ISBN 0-911910-10-7
- Therapeutic Guidelines Limited (2001). Therapeutic Guidelines: Endocrinology (2 ed.). North Melbourne: Therapeutic Guidelines Limited. ISSN 1327-9505
- Guidelines on management of priapism - American Urological Association website
- Priapism Primer: Priapism （页面存档备份，存于）
- Macaluso JN: Priapism (letter). Urology. 25:335, 1985